# Kanena/Bruckdorf
Kanena/Bruckdorf ist ein Stadtteil im Stadtbezirk Ost von Halle (Saale), Sachsen-Anhalt. Er besteht aus den zwei ehemaligen Dörfern Kanena und Bruckdorf. Auf einer Fläche von 6,158 km² leben 1 260 Menschen.

## Geografische Lage

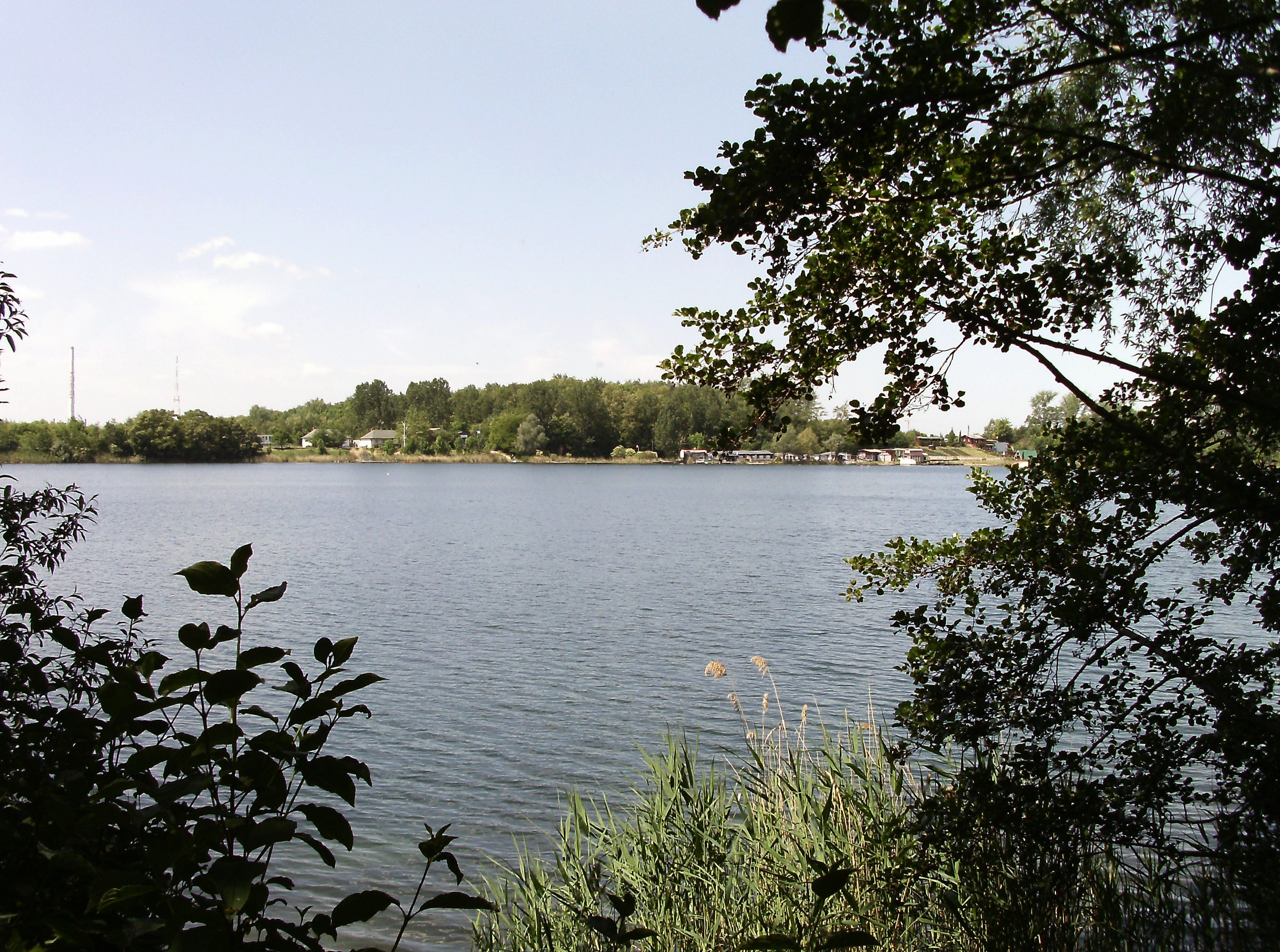
Hufeisensee in Kanena

Beide ehemalige Dörfer liegen an der Reide im ehemaligen Ammendorfer Braunkohlerevier. Zwischen Kanena und Bruckdorf befindet sich die „Halle-Messe“ (errichtet auf dem ehemaligen Gelände einer Ziegelei und einer Brikettfabrik), in der Konzerte, Verbraucher- und Baumessen stattfinden. Als Bergbaufolgelandschaft befindet sich im nordöstlichen Teil von Kanena der anthropogen entstandene Hufeisensee; mit einer Größe von 73 Hektar der größte See in Halle, an dem sich der 1958 gegründete Wasserskiclub Hufeisensee Halle e. V. und seit 2016 Halles Golfclub befinden.

## Ortsteile

### Kanena

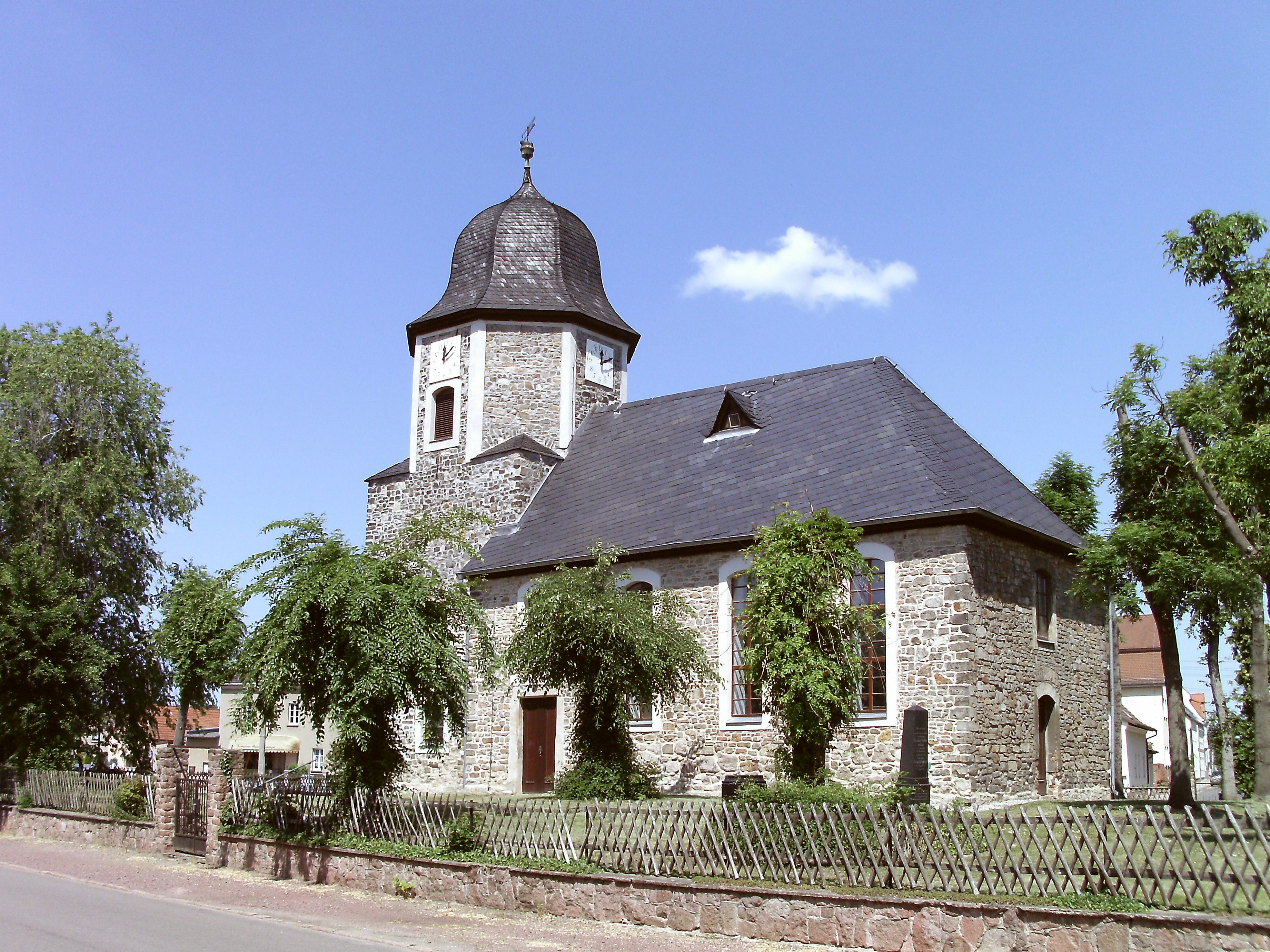
Kirche in Kanena

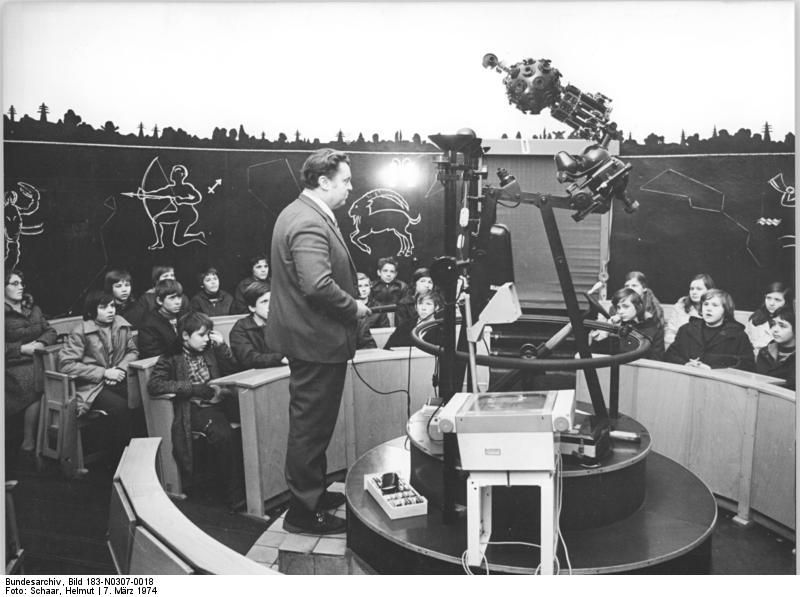
Jugendstunde im Planetarium von Kanena (1974)

Die Kirche St. Stephanus in Kanena wurde vermutlich in der ersten Hälfte des 13. Jahrhunderts erbaut, Umbauten erfolgten im 17. und 18. Jahrhundert. In Kanena befindet sich die Astronomische Station Johannes Kepler mit Sternwarte und einem Planetarium, welches ursprünglich zur Goetheschule Kanena gehörte. Die am  25. August 1962 eingeweihte Sternwarte war die erste Schulsternwarte der DDR und besaß Vorbildcharakter für zahlreiche weitere Bauten. Die Straße Zum Planetarium wurde nach der astronomischen Station benannt. Des Weiteren gibt es ein großes Rittergut, welches von 1731 bis 1909 im Besitz der Franckeschen Stiftungen war und zukünftig für neue Zwecke restauriert werden soll.

### Bruckdorf
Im Süden von Bruckdorf befinden sich die Zollteichwiesen. Der Name verweist darauf, dass Bruckdorf einst Grenzort mit einem harten Zoll war. Die Straßen in Bruckdorf weisen auf den Bergbau und das Handwerk hin, welche früher in Bruckdorf beheimatet waren, wie Lorenweg, Alte Schmiede, Deutsche Grube, Schmelzerstraße, Gießerstraße, Zieglerstraße, Alwinenstraße. Durch Bruckdorf führt die Bundesstraße B6, welche die Städte Halle (Saale) und Leipzig verbindet und als Zubringer zur Autobahn A9 dient. Im Westen von Bruckdorf und direkt an der B6 gelegen, befindet sich Halles größtes Einkaufszentrum – der Hallesche Einkaufspark (HEP), welcher im Jahr 1995 auf dem ehemaligen Gelände des Kieswerks errichtet wurde.

## Geschichte
Kanena (frühere Schreibweise: Canena) und Bruckdorf lagen im historischen Saalkreis des Erzstifts Magdeburg. Während Bruckdorf unter adliger Gerichtsbarkeit stand, wurde Canena durch das Amt Giebichenstein verwaltet. Ein Rittergut und eine Schäferei zu Canena dienten der Versorgung des Waisenhauses zu Glaucha. 1680 kamen beide Orte mit dem Saalkreis zum Herzogtum Magdeburg unter brandenburg-preußischer Herrschaft.
Mit dem Frieden von Tilsit wurden Canena und Bruckdorf im Jahr 1807 dem Königreich Westphalen angegliedert und dem Distrikt Halle im Departement der Saale zugeordnet. Sie gehörten zum Kanton Dieskau. Nach der Niederlage Napoleons und dem Ende des Königreichs Westphalen befreiten die verbündeten Gegner Napoleons Anfang Oktober 1813 den Saalkreis. Bei der politischen Neuordnung nach dem Wiener Kongress 1815 wurden beide Orte im Jahr 1816 dem Regierungsbezirk Merseburg der preußischen Provinz Sachsen angeschlossen und dem Saalkreis zugeordnet. Nördlich von Kanena wurden ab 1926 Braunkohle und von 1942 bis 1954 Kies abgebaut. Nach der Stilllegung des Tagebaus in den 1950er Jahren entstand daraus der Hufeisensee. Ein zweiter See, unmittelbar an der Landstraße nach Kanena, wurde bis in die  1960er Jahre mit Müll zugeschüttet. Am 1. Juli 1950 wurden Bruckdorf und Kanena nach Halle (Saale) eingemeindet.

## Verkehr
Auf dem Gebiet des Stadtteils befindet sich westlich von Kanena der Haltepunkt „Halle Messe“ der Bahnstrecke Magdeburg–Leipzig, der halbstündlich von der S-Bahn-Linie S3 bedient wird. Durch Bruckdorf führt die Bundesstraße 6.

## Persönlichkeiten
- Edmund Huyke (1864–1923), Reichsgerichtsrat, geboren in Bruckdorf
- Thilo Koch (1920–2006), Journalist, geboren in Kanena
- Karl Wilhelm von Dieskau (1701–1777), preußischer Generalleutnant, geboren in Kanena